# Viilupi
Viilupi is een plaats in de Estlandse gemeente Hiiumaa, provincie Hiiumaa. De plaats heeft de status van dorp (Estisch: küla).
Tot in oktober 2017 behoorde Viilupi tot de gemeente Pühalepa. In die maand werd de fusiegemeente Hiiumaa gevormd, waarin Pühalepa opging.

## Bevolking
Het dorp had 41 inwoners op 31 december 2011 en 31 inwoners op 31 december 2021.

## Ligging
De rivier Suuremõisa stroomt langs de oostgrens van het dorp; de Tugimaantee 83, de secundaire weg van Suuremõisa via Käina naar Emmaste, loopt langs de zuidgrens.
Een deel van het dorp ligt in het beschermde natuurgebied Undama soo hoiuala, een moerasgebied. Binnen de grenzen van het dorp ligt het natuurgebied Viilupi hoiuala (30,4 ha), een stuk grasland dat rijk is aan plantensoorten die een vochtige, kalkarme bodem nodig hebben.

## Geschiedenis
Viilupi ontstond pas in de jaren twintig van de 20e eeuw als nederzetting op het voormalige landgoed Großenhof (Suuremõisa). In 1938 kreeg de nederzetting officieel de status van dorp.
Het buurdorp Kalgi maakte tussen 1977 en 1997 deel uit van Viilupi.